# Kawaler w raju
Kawaler w raju (tytuł oryg. Bachelor in Paradise) − amerykański film fabularny z 1961 roku, napisany przez Valentine'a Daviesa i Hala Kantera oraz wyreżyserowany przez Jacka Arnolda. W filmie rolach głównych wystąpili Bob Hope, Lana Turner, Janis Paige i Paula Prentiss.

## Obsada
- Bob Hope − Adam J. Niles
- Lana Turner − Rosemary Howard
- Janis Paige − Dolores Jynson
- Jim Hutton − Larry Delavane
- Paula Prentiss − Linda Delavane
- Don Porter − Thomas W. Jynson
- Virginia Grey − Camille Quinlaw
- Agnes Moorehead − Sędzia Peterson
- Vin Scully − on sam

## Nagrody i wyróżnienia
- 1962, 34. ceremonia wręczenia Oscarów:
  - nominacja do Oscara w kategorii najlepsza piosenka (Henry Mancini i Mack David za utwór „Bachelor in Paradise”)[1]
- 1962, 19. ceremonia wręczenia Złotych Globów:
  - nominacja do Złotego Globu w kategorii najlepszy aktor komediowy (Bob Hope)[1]